# Aven
Aven je hra pro počítače Sinclair ZX Spectrum a kompatibilní (například Didaktik). Jedná se o hru českého původu, autory jsou Michal Janáček a Ladislav Schön. Autorem hudby ve hře je Miroslav Hlavička. Vydavatelem hry byla společnost Proxima – Software v. o. s., hra byla vydána v roce 1994 jako součást kompetu dvou her, kde druhou hrou byla hra Peloponéská válka.
Jedná se o střílečku s logickými prvky. Cílem hráče je dostat se z chráněného komplexu. Postava může nést až tři různé věci, ale pouze jednu z nich je možné v daném okamžiku používat.
K opuštění komplexu má hráč omezené množství času a musí si hlídat vlastní zdraví.